# Hadena resputa
Hadena resputa là một loài bướm đêm trong họ Noctuidae.